# Верхнеигринское (сельское поселение)
Верхнеигринское — упразднённое муниципальное образование со статусом сельского поселения в составе Граховского района Удмуртии.
Административный центр — село Верхняя Игра.
Законом Удмуртской Республики от 17.05.2021 № 47-РЗ к 30 мая 2021 года упразднено в связи с преобразованием муниципального района в муниципальный округ.

## Местное самоуправление
Муниципальное образование действует в соответствии с ФЗ-131 «Об общих принципах организации местного самоуправления в Российской Федерации», согласно уставу муниципального образования и имеет трёхуровневую структуру органов местного самоуправления:
1. Глава муниципального образования — Кузнецов Василий Владимирович
2. Представительный орган — Совет депутатов муниципального образования, состоит из 11 депутатов
3. Исполнительно-распорядительный орган — администрация муниципального образования

## Географические данные
Находится на юго-востоке района, граничит:
- на севере с Новогорским и Порымозаречным сельскими поселениями
- на юге с республикой Татарстан

По территории поселения протекают реки: Юрашка, Улек и Муктумир.
Общая площадь поселения — 8974 гектар, из них сельхозугодья — 7862 гектар.

## История
Муниципальное образование создано 1 января 2006 года в результате муниципальной реформы. Предшественник — Верхнеигринский сельсовет Граховского района.

### Верхнеигринский сельсовет
При укрупнении сельсоветов в 1924 году, в состав Верхнеигринского сельсовета Граховской волости Можгинского уезда было включено 10 населённых пунктов, а уже в следующем 1925 году при разукрупнении сельсоветов деревни Возжай Вотский, Возжай-Мари, Полянка и починок Тайшинер были переданы из сельсовета, после этого «укрупнения и переименования» советских лет больше сельсовета не касались.

## Население
| 2010  | 2012  | 2013  | 2014  | 2015  | 2016  | 2017  |
| ----- | ----- | ----- | ----- | ----- | ----- | ----- |
| 1138  | ↘1102 | ↘1086 | ↘1071 | ↘1027 | ↗1057 | ↘1049 |
| 2018  | 2019  | 2020  |       |       |       |       |
| ↘1022 | ↘1006 | ↘978  |       |       |       |       |

## Населённые пункты
| Название     | Тип населённого пункта       | Население 2003 год        | Почтовый индекс           | ОКАТО                     |
| ------------ | ---------------------------- | ------------------------- | ------------------------- | ------------------------- |
| Верхняя Игра | Село, административный центр | 432                       | 427745                    | 94 212 811 001            |
| Старая Игра  | Деревня                      | 429                       | 427745                    | 94 212 811 005            |
| Мишкино      | Деревня                      | 171                       | 427745                    | 94 212 811 004            |
| Байтуганово  | Деревня                      | 220                       | 427745                    | 94 212 811 002            |
| Гаранькино   | Деревня                      | 34                        | 427745                    | 94 212 811 003            |
| Покровская   | Снята с учета в 1980 году    | Снята с учета в 1980 году | Снята с учета в 1980 году | Снята с учета в 1980 году |